# Distrito de Tingo de Saposoa

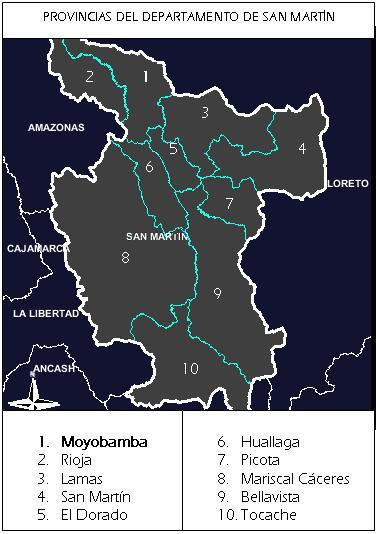
División política del Departamento de San Martín.

El Distrito de Tingo de Saposoa está ubicado en la Provincia del Huallaga, en el Departamento de San Martín, bajo la administración del Gobierno Regional de San Martín, (Perú). 

## Historia
El Distrito de Tingo de Saposoa, igual que todos los pueblos del Perú, tiene un origen que se remonta a unos diseños de años atrás, ya que como Pueblo aparece en 1861, al que hay que recalcar que no ha atravesado por vida primitiva e incaica ni colonial, toda su vida se remonta a la época Republicana.
El Distrito de Tingo de Saposoa fue creado por Decreto Ley N.º 8268 el 2 de mayo y fue promulgado a los 8 días del Mes de mayo de 1936.
Este Pueblo se dice que vinieron 4 personas de Saposoa en busca de la pesca y la caza, habiendo encontrado un lugar óptimo, formaron sus hogares, chacras, posteriormente vinieron del mismo lugar estableciéndose así un poblado al que denominamos Tingo de Saposoa.

## Geografía
Tiene una superficie de 37,29 km².  Su capital es el poblado de Tingo de Saposoa, una ciudad pintoresca que está a orillas del caudaloso río Huallaga. (250 m s. n. m.).
- Lagos:
- Ríos:

## Sociedad

### Población
847 habitantes (? hombres, ? mujeres)

## Autoridades

### Municipales
- 2023 - 2026[2]
  - Alcalde: Victor Amador Perez Gonzales
  - Regidores:

  1. Mariela Ruiz Rengifo
  2. Alfredo Ruiz Davila
  3. Lady Aguirre Perez
  4. Edwin Saldaña Rios
  5. Rocio del Carmen Rodriguez de Rengifo

Alcaldes anteriores
- 2019-2022: Juan Ricardo Rodriguez Rengifo
- 2015-2018: Julio Alberto Vásquez Saldaña
- 2011-2014: Francisco Yalta Mego, Movimiento Nueva Amazonia (MNA).[3]
- 2007-2010: Francisco Yalta Mego.

## Festividades
- Fiesta de San Juan.